# Bonarda dell'Oltrepò Pavese
La bonarda dell'Oltrepò Pavese è un vino DOC la cui produzione è consentita nella provincia di Pavia.
Il vitigno utilizzato per la sua produzione è la Croatina detto tradizionalmente Bonarda nelle zone dell'Oltrepò e del Piacentino.
Già considerato una tipologia della DOC Oltrepò Pavese, con DM 03/08/2010 ha ottenuto la qualifica di DOC a sé stante: era in precedenza conosciuto col nome di Oltrepò Pavese Bonarda.

## Caratteristiche sensoriali
- colore: rosso rubino intenso.
- all'olfatto: profumo intenso e gradevole, delicato sentore di lieviti.
- al gusto: secco o amabile, leggermente tannico, fresco e talvolta vivace.
- mineralità: abbastanza sapido

La DOC prevede due versioni di vino: fermo e frizzante.

## Storia
L'origine del nome Bonarda è incerta.
Secondo alcuni autori, il nome deriverebbe dal patronimico longobardo Bono con l'aggiunta di “hard”, che in longobardo significava “coraggioso e forte”.
La ricostruzione si basa sul fatto che i Longobardi ebbero come capitale Pavia, con estensione del loro dominio anche in Oltrepò.
Il vino Oltrepò Bonarda si ottiene da uva Croatina, la cui etimologia deriverebbe da “croatta” – “cravatta” e starebbe a indicare che il vino ottenuto da Croatina si beveva nei giorni di festa, quando appunto veniva indossata la cravatta.
Nota importante: il vino Bonarda (a base di croatina), tipico dell'Oltrepò, non ha niente a che fare con il vitigno Bonarda che entra a far parte di diverse DOC piemontesi.

## Abbinamenti consigliati
La versione più diffusa di questo tipico prodotto dell'Oltrepò si presenta vivace o frizzante e si abbina a piatti di salumi, bolliti, cotechino, zampone, cassoeula. Anche paste asciutte con sughi a base di pomodoro meglio se con carne, risotti con carne e/o legumi, ravioli di carne anche in brodo. Esiste però anche una variante ferma, molto più corposa e strutturata (celebre ad esempio il Gaggiarone, prodotto sull'omonimo colle di Rovescala), ideale per le carni rosse e i salumi.

## Produzione
Provincia, stagione, volume in ettolitri
- nessun dato disponibile